# Glória (bairro do Rio de Janeiro)
A Glória é um bairro da Zona Central do município do Rio de Janeiro, no estado do Rio de Janeiro, no Brasil. Situado na área fronteiriça com a Zona Sul, o bairro é considerado como o último da "Zona Central". Banhada pela Baía da Guanabara, é na Glória que estão alguns dos principais pontos turísticos da cidade, como o Parque do Flamengo, Praia do Flamengo, Praça Paris, a Marina da Glória, o Museu de Arte Moderna do Rio de Janeiro, o Edifício Manchete, o Monumento Nacional aos Mortos da Segunda Guerra Mundial e a Imperial Irmandade de Nossa Senhora da Glória do Outeiro — uma das igrejas mais antigas da cidade, considerada uma joia da arquitetura colonial brasileira. A Glória faz divisa com os bairros do Flamengo, Lapa, Catete e Santa Teresa, e é servida pela estação de metrô da Glória, além de estar na rota de dezenas de linhas de ônibus que seguem para todas as regiões do Rio.

## História
Segundo o escritor francês Jean de Léry, que fez parte da expedição francesa que tentou implantar a França Antártica na Baía de Guanabara no século XVI, existia uma aldeia tupinambá no sopé do atual Outeiro da Glória, em uma das foz do Rio Carioca (mais especificamente, a foz do Rio Catete, que era um braço do Rio Carioca). Tal aldeia se chamava Kariók ou Karióg ("casa de carijó") e teria dado origem ao atual gentílico da cidade do Rio de Janeiro, "carioca".
Na região, ocorreram violentos combates entre portugueses e seus aliados indígenas de um lado, e franceses e tupinambás do outro, durante a expulsão dos franceses da região pelos portugueses no século XVI, pois os franceses e os tupinambás haviam construído uma forte paliçada na área, o Entrincheiramento de Uruçumirim. Em uma dessas batalhas, em 20 de janeiro de 1567, foi mortalmente ferido o líder português Estácio de Sá, que havia fundado a cidade do Rio de Janeiro dois anos antes. O bairro deve seu nome à Igreja de Nossa Senhora da Glória do Outeiro, construída no século XVIII. Em torno da igreja, consolidou-se o povoamento do bairro.
A igreja obteve um status especial a partir do século XIX, com a chegada da corte real portuguesa ao Brasil. O príncipe regente e futuro rei Dom João VI se afeiçoou ao templo, onde costumava assistir às missas. Seus sucessores mantiveram a preferência pela igreja. Dom Pedro I iniciou a tradição de batizar os príncipes em seu interior. Nela, foram batizados a futura rainha Dona Maria II e o futuro imperador Dom Pedro II (a princesa Isabel foi batizada na Igreja de Nossa Senhora do Monte do Carmo). Até hoje, a Família Imperial Brasileira batiza suas crianças ali.
Até os anos 1930, era considerado o "Saint-Germain-des-Prés carioca", pois, desde fins da década de 1880, abrigava hotéis que serviam de residência a deputados e senadores em exercício no Rio de Janeiro.
Até a primeira metade do século XX, o bairro, devido à sua proximidade com as sedes governamentais nos bairros do Centro e Catete, tinha a maior concentração de embaixadas da cidade. Contudo, após a transferência da capital brasileira para Brasília em 1960, sofreu declínio e, somente após cinco décadas de descaso, vem recebendo investimentos de revitalização da Prefeitura.

Monumento a Pedro Álvarez Cabral (foto de Marc Ferrez - 1900).

Boa parte de seus modelos arquitetônicos e urbanismo inspiraram-se em Paris: basta considerar a Praça Paris, inaugurada em 1929, que é um verdadeiro jardim francês. Em 11 de maio de 1881, foi fundada a Igreja Positivista do Brasil no número 74 da atual Rua Benjamin Constant. Tal organização viria a ter um importante papel na Proclamação da República do Brasil, oito anos depois. Em 1899, o bairro foi um dos principais cenários descritos no clássico livro da literatura brasileira "Dom Casmurro", de Machado de Assis, além de estar presente em outros livros seus como "Esaú e Jacó" e "Memorial de Aires". Em 1900, foi inaugurado o Monumento ao Quarto Centenário do Descobrimento do Brasil pelos Portugueses.
Em 1905, foi construído o relógio do Largo da Glória, que continua sendo uma referência arquitetônica do bairro até hoje. Em 15 de agosto de 1922, foi inaugurado o Hotel Glória. Entre os anos 1930 e 1960, os casarões em estilo eclético e boa parte das vilas operárias do bairro foram derrubados para dar lugar aos prédios que caracterizam o bairro atualmente. Nessa época, o escritor brasileiro Mário de Andrade morou no número 5 da Rua Santo Amaro.

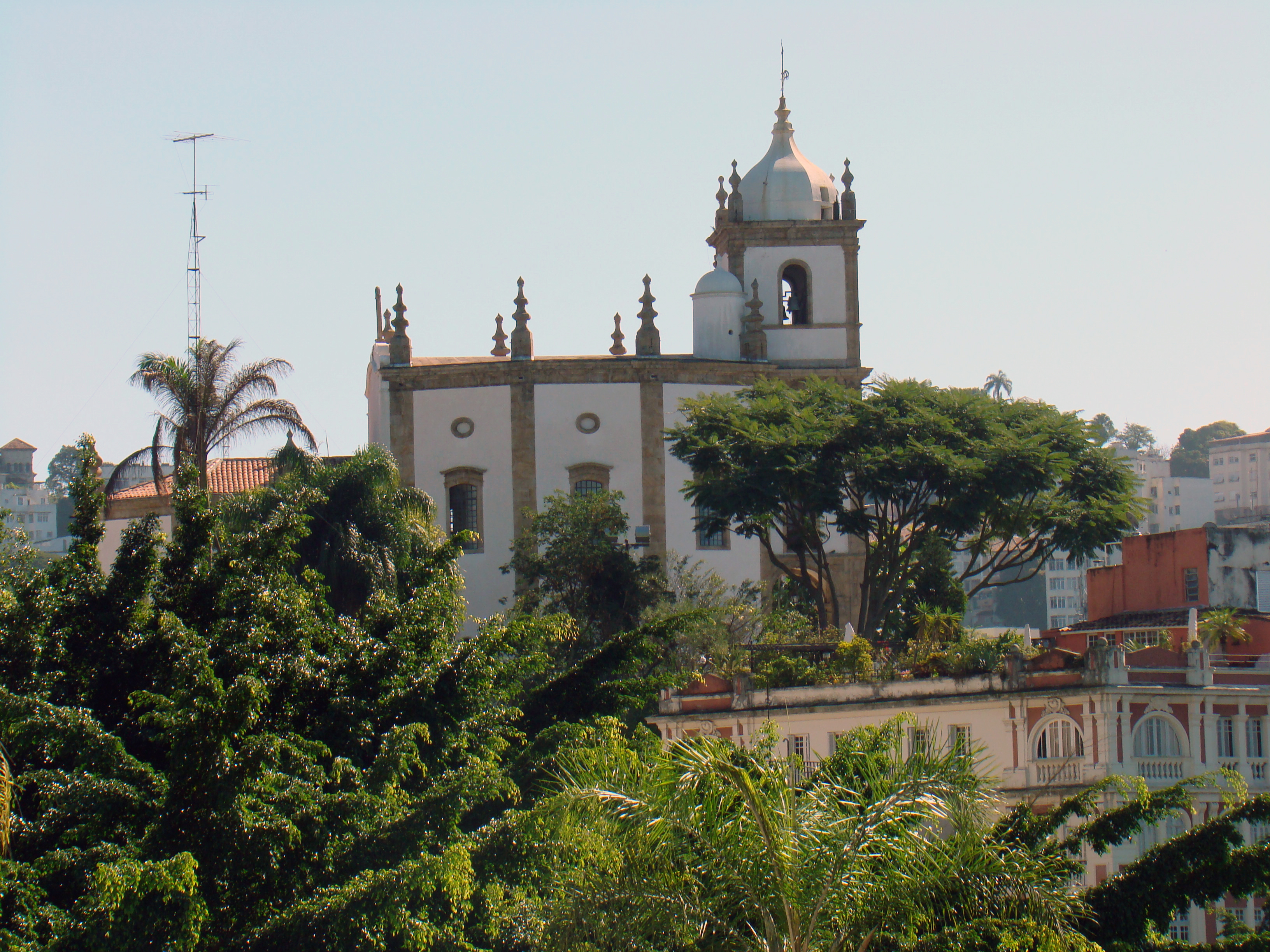
Igreja de Nossa Senhora da Glória do Outeiro, no alto do Outeiro da Glória

Em 1956, foi inaugurado o restaurante "Casa da Suíça", que foi uma referência cultural do bairro até 2017. Em 1965, foi inaugurado o Parque Brigadeiro Eduardo Gomes. Em 1979, foi inaugurada a Marina da Glória. Em 2004, foi inaugurado o Memorial Getúlio Vargas.
Em maio de 2012, o bairro recebeu uma UOP (Unidade de Ordem Pública), abrangendo a região da Glória, Catete e Flamengo. Desde então, o policiamento nas principais vias tem sido reforçado e a desordem pública vem sendo combatida ostensivamente. Antigo problema social do bairro, o consumo de crack por moradores de rua foi praticamente eliminado com a ocupação pela Força Nacional de Segurança Pública do Morro Santo Amaro, no bairro vizinho do Catete, de onde provinham, em sua maioria, os consumidores da droga.
Em janeiro de 2023, um decreto da Prefeitura do Rio transferiu o bairro da Zona Sul para a Zona Central da cidade.

## Economia
Comércio
A variedade do comércio do bairro não é muito grande, devido às pequenas dimensões do bairro e à proximidade de áreas comerciais das regiões vizinhas. Há três feiras-livres no bairro:
- Quinta-feira: na Rua Conde de Lages.
- Sábado: feira orgânica na Rua do Russel das sete às treze horas.
- Domingo: na Rua da Glória. Maior feira livre do Rio de Janeiro, a "Feira da Glória" tornou-se um ponto de gastronomia e cultura, além da venda de hortaliças, frutas e flores.[16][17]

## Turismo

### Lazer
O bairro conta com duas pequenas praias localizadas no Aterro do Flamengo, entre a Marina da Glória e a Praia do Flamengo. Para passear e se exercitar, a população do bairro dispõe do Parque Brigadeiro Eduardo Gomes, o popular  Aterro do Flamengo, que foi, em 2012, elevado a Patrimônio Mundial da Unesco junto com outras paisagens da cidade.

### Locais de interesse arquitetônico
Além da Igreja de Nossa Senhora da Glória do Outeiro, o bairro conta com outros importantes prédios, monumentos e exemplos de interesse arquitetônico, tais como:
- Hotel Glória: projetado por Joseph Gire em estilo francês e inaugurado em 1922, foi o primeiro prédio construído em concreto armado na América do Sul e o primeiro hotel de categoria internacional do Brasil, e hospedou centenas de políticos, artistas e celebridades. Em 2009, foi fechado para obras que pretendiam readequá-lo a tempo para a Copa do Mundo de 2014. As obras, no entanto, foram abandonadas após a quebra do empresário Eike Batista e o hotel se encontra atualmente em estado de quase completo abandono.
- Palácio São Joaquim: Inaugurado em 1918 para servir como sede da Mitra Arquiepiscopal. Recentemente, hospedou, em suas dependências, o Papa Francisco. Construção de estilo eclético.
- Museu de Arte Moderna do Rio de Janeiro: Prédio em estilo modernista inaugurado em 1958. Projeto de Afonso Eduardo Reidy.
- Monumento Nacional aos Mortos da Segunda Guerra Mundial: Projeto modernista de Marcos Konder Netto e Hélio Ribas Marinho, abriga, em seu subterrâneo, uma cripta contendo os restos mortais de 462 soldados da Força Expedicionária Brasileira originalmente sepultados no cemitério brasileiro na cidade de Pistoia, além de um museu e do Monumento ao Soldado Desconhecido, onde arde uma pira com uma chama eterna.
- Marina da Glória: Única marina pública da cidade, é parte do projeto do Parque do Flamengo, inaugurado na década de 1960. Foi totalmente reformada para os Jogos Olímpicos de 2016.
- Edifício Armando Queiroz: Antiga sede do Sistema Globo de Rádio, nele funcionaram os estúdios da Rádio Globo, CBN e Beat98.
- Edifício Manchete: Projetado por Oscar Niemeyer e inaugurado em 1968, foi sede do extinto Grupo Bloch, que incluía a Bloch Editores, Rádio Manchete, Manchete FM e a Rede Manchete. Atualmente, abriga os escritórios da Statoil Brasil Óleo e Gás.
- Templo da Humanidade: Inaugurado em 1881, a sede da Igreja Positivista do Brasil, em estilo neoclássico, se encontra em processo de restauração.
- Memorial Getúlio Vargas: projeto polêmico de Oscar Niemeyer inaugurado pelo ex-prefeito Cesar Maia, o Memorial é um espaço subterrâneo na Praça Luís de Camões que abriga uma pequena mostra relativa à vida de Getúlio Vargas e um auditório. Acima do subterrâneo, o Memorial é sinalizado por um gigantesco busto do ex-ditador e ex-presidente e por um lago.
- Antiga residência do pintor Victor Meirelles de Lima: atual sede do Centro de Movimento Deborah Colker.
- Edifício Milton: Um dos mais belos exemplos do estilo renascentista francês da cidade.
- Edifício Ypu: Antigo "Hotel Pax", foi convertido em edifício residencial. É um dos exemplares de arquitetura art déco mais referenciados, com suas varandas em curvas e janelas em forma de escotilha.
- Edifício Colúmbia: prédio residencial em estilo Bauhaus.
- Casa Vilino Silveira: construção de 1915 projetada pelo arquiteto italiano Antonio Virzi, pode ser classificada como um exemplar do estilo Art Nouveau, embora contenha uma mistura bizarra de elementos de outros estilos.
- Monumento ao centenário da abertura dos portos brasileiros por Dom João VI: Em estilo eclético, a murada de pedras que originalmente separava a rua da faixa de areia da Praia do Russel conta com um conjunto de estátuas alegóricas e de postes elétricos de rara beleza. Inaugurado em 1908, fica em frente ao Hotel Glória.
- Estátua de Pedro Álvares Cabral no Largo da Glória, construída em 1900 em homenagem aos 400 anos da chegada dos portugueses ao Brasil.
- Relógio da Glória: Inaugurado em 1905 como parte do projeto de embelezamento da região, o relógio elétrico de quatro faces e maquinário inglês é o símbolo do bairro.
- Monumento a São Sebastião: grande estátua de 13 metros de altura esculpida por Dante Crossi em granito do Alto da Boa Vista, foi inaugurada em 1965, para os festejos do quarto centenário de fundação da cidade do Rio.
- Sede da SEAERJ: Antiga usina da The Rio de Janeiro City Improvements Company, a construção de pedra ainda abriga o antigo maquinário a vapor que bombeava o esgoto da cidade para as águas da Baía da Guanabara. Inaugurada em 1863, a companhia inglesa foi a concessionária do serviço de águas e esgotos da cidade até 1947.
- Villa Aymoré: conjunto de sobrados residenciais em estilo eclético construídos entre 1908 e 1910. Esteve abandonada e invadida por décadas até ser desapropriada, restaurada e vendida. Hoje, abriga escritórios, ateliês e galerias de arte.
- Hospital da Beneficência Portuguesa: erguido em 1840, o conjunto de prédios em estilo neoclássico é belíssimo e repleto de estátuas e de ornatos em granito da Candelária.
- Asilo São Cornélio: outro belíssimo exemplar da arquitetura imperial brasileira, atualmente em avançado estado de abandono, a sede do antigo Asilo São Cornélio foi construída em 1862 pelo comendador João Cornélio, que, em testamento, fez a doação do imóvel à Santa Casa da Misericórdia do Rio de Janeiro. Em 1894, a Santa Casa transformou o local em asilo para meninas órfãs.

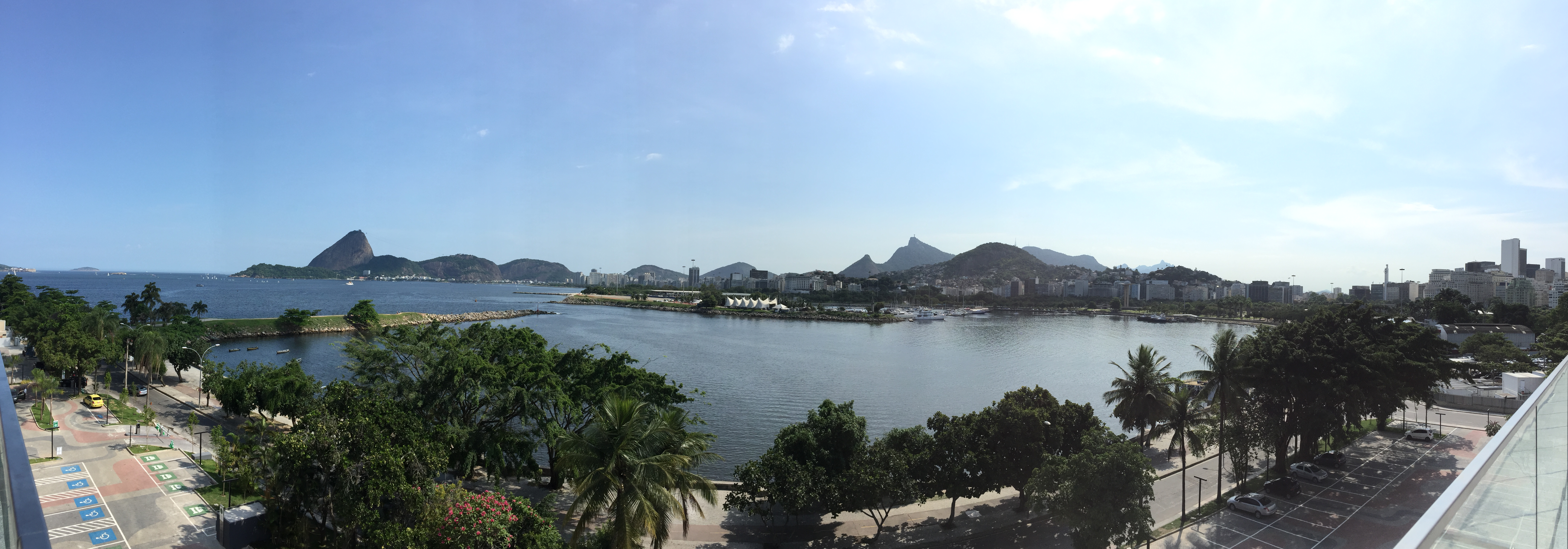
Vista panorâmica da Enseada da Glória e de sua Marina, vistas do terraço do Shopping Bossa Nova Mall, no Aeroporto Santos Dumont.

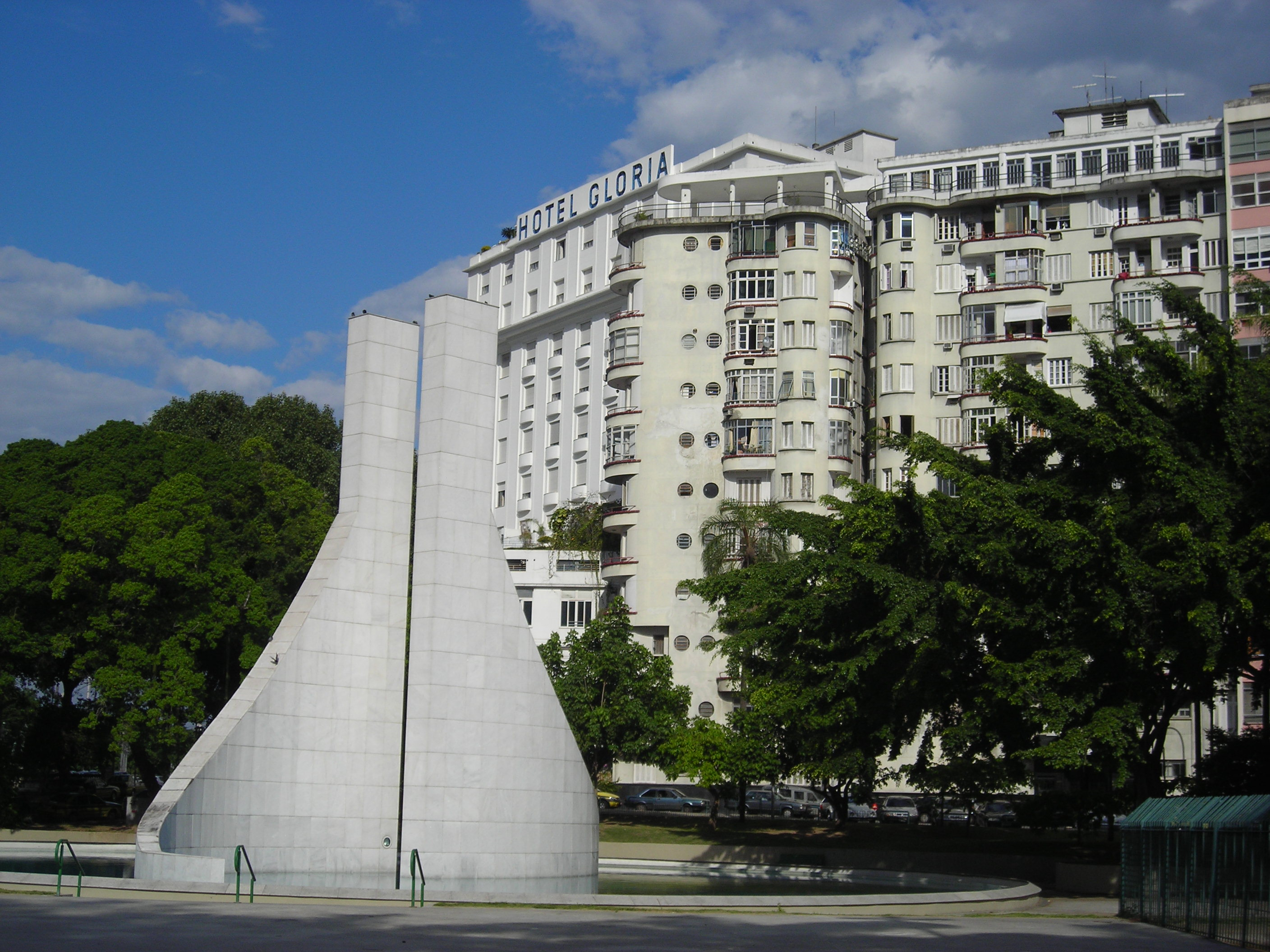
Memorial Getúlio Vargas. Ao fundo, à esquerda, o Hotel Glória.
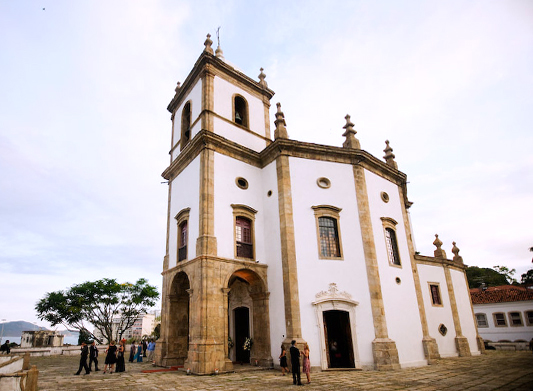
Igreja Nossa Senhora da Glória do Outeiro, em estilo rococó, de José Cardoso Ramalho.
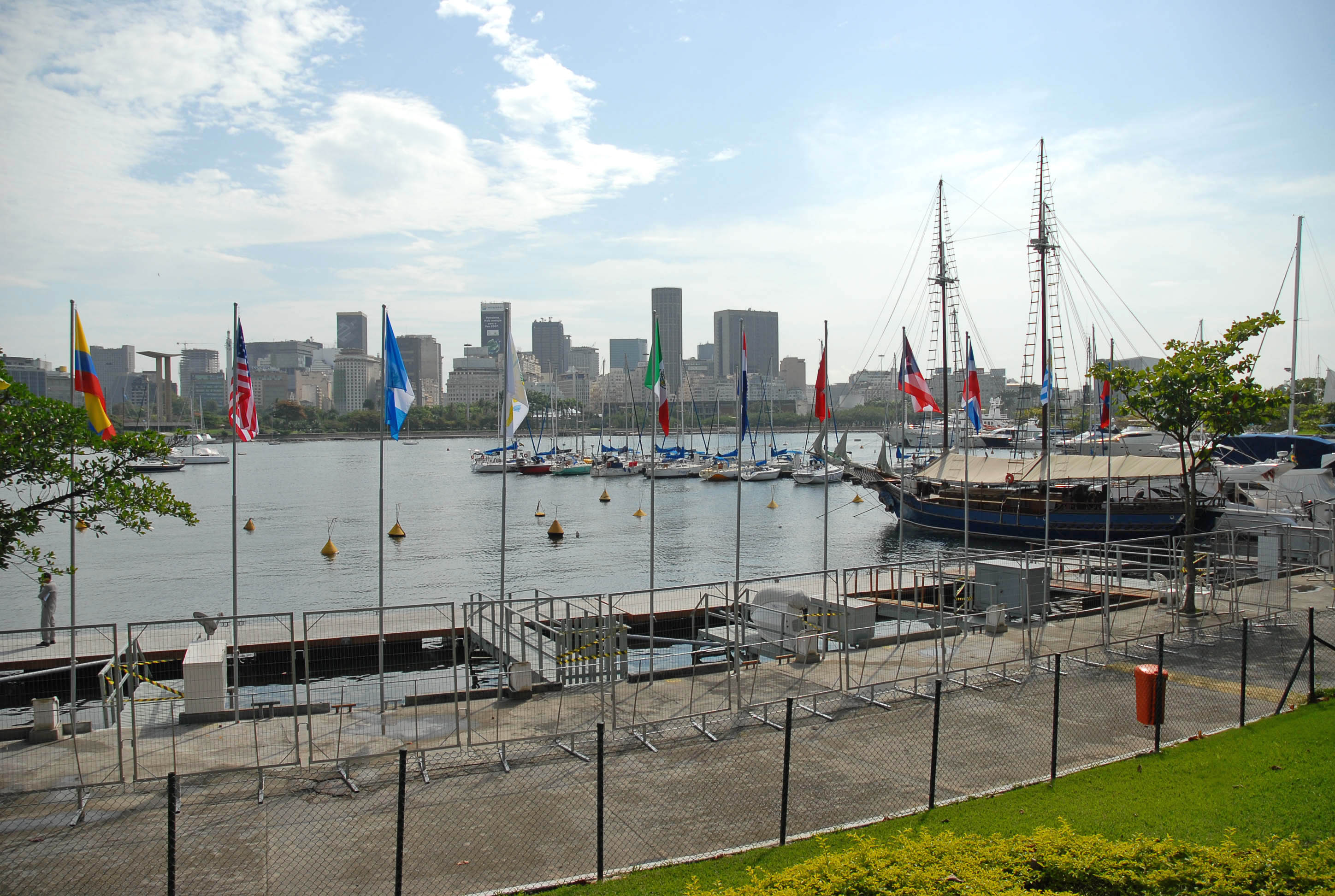
Marina da Glória preparada para as competições do Pan-Americano de 2007.
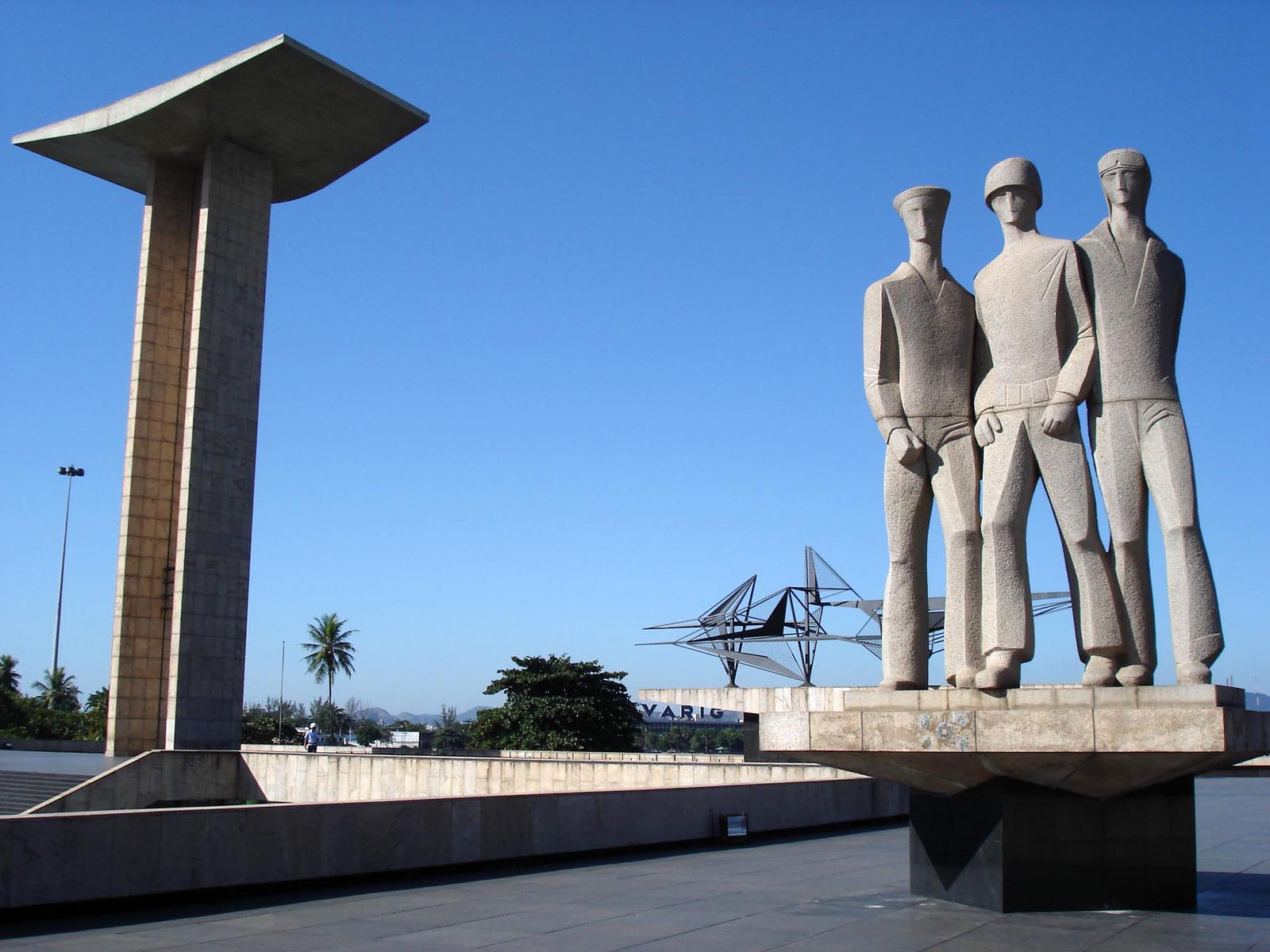
Monumento Nacional aos Mortos da Segunda Guerra Mundial.
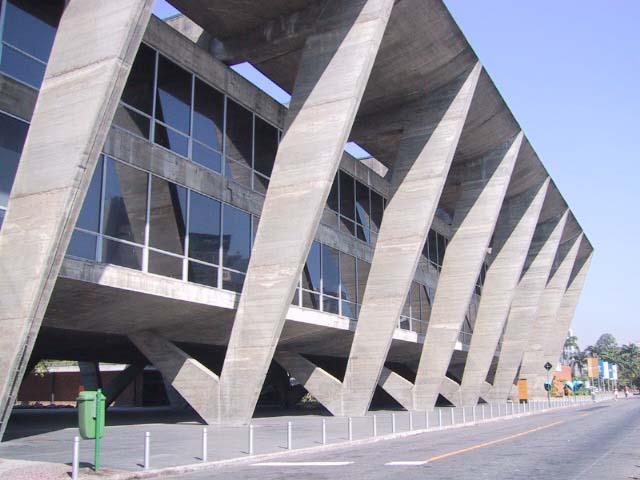
Museu de Arte Moderna do Rio De Janeiro (MAM), projeto do arquiteto Affonso Eduardo Reidy.